# Ніхуярв
Ніхуярв, Ніху (ест. Nihujärv, Nihu järv) — озеро у волості Хуммулі повіту Валгамаа, Естонія.

## Фізико-географічна характеристика
Озеро Ніхуярв знаходиться в лісі за 6,5 км від центра села Кооркюла, тягнеться з північного заходу на південний схід. Площа 6,5 га, глибина до 4 м, висота над рівнем моря 70,5 м. Берега переважно низькі і заболочені, тільки північно-східний берег високий і піщаний. На дні озера товстий шар мулу.
Вода в озері зеленувато-жовта, прозорість середня (2 м). За даними на 1961 рік, в озері налічувалося 17 видів рослин: латаття біле, кубушка, рдесник.
З риби в річці водяться верховка та плотва, можливо, і щука.